# Fatih Çakır
Fatih Çakır (* 30. April 1990 in Osmangazi, Provinz Bursa) ist ein türkischer Fußballspieler.

## Karriere
Çakır begann im Alter von elf Jahren in der Jugendabteilung von Mudanyaspor, ein Amateurverein aus der Provinz Bursa. Im Alter von 17 Jahren wechselte er innerhalb der Stadt zu Nilüfer Belediyespor und verbrachte hier die Saison 2007/08. Eine Saison später wechselte er zu Oyak Renault SK (heißt seit 2013 Yeşil Bursa SK) und bekam hier im Alter von 19 Jahren seinen ersten Profivertrag. In der TFF 3. Lig lief Çakır bis zum Jahr 2014 insgesamt 95-mal für den Verein auf und erzielte dabei 34 Tore. Allein in der Saison 2013/14 schoss er 18 Tore und wurde so Dritter in der Torschützenliste. Beachtlich war dabei, dass er mehr als die Hälfte der Tore für den in mittlerweile umbenannten Yeşil Bursa SK erzielte, da der Verein am Ende der Saison insgesamt nur auf 30 Tore kam. Durch diesen Erfolg wurden höherklassige Verein auf Çakır aufmerksam. Im Juli 2014 nahm ihn der Zweitligist Denizlispor für drei Jahre unter Vertrag. Um Spielpraxis zu sammeln, wurde er im Februar 2015 erst für ein halbes Jahr an Aydınspor 1923 und für die Rückrunde der Saison 2015/16 an den Viertligisten Düzcespor verliehen. Weitere Stationen waren anschließend Tire 1922 Spor, erneut Yeşil Bursa SK, Turgutluspor, Fatsa Belediyespor, Zaferspor, Tekirdağspor, Bursa Yıldırımspor, Osmaniyespor und seit dem Sommer 2022 steht Cakir bei Anadolu Üni in der Stadt Eskişehir unter Vertrag.